# Randall Garrison

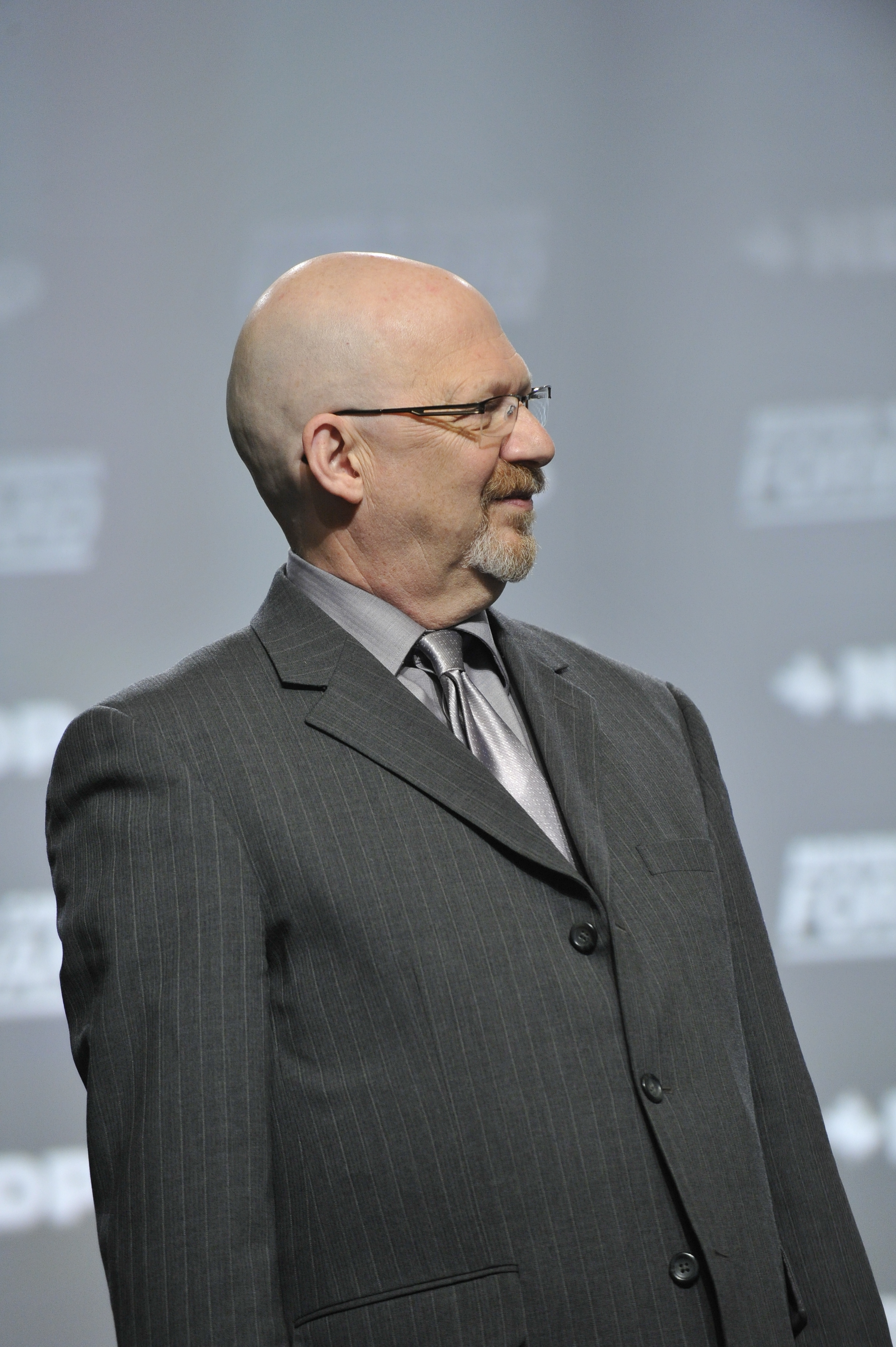
Randall Garrison (2011)

Randall Garrison (* 27. August 1951 in Lincoln, Nebraska) ist ein kanadischer Politiker der sozialdemokratischen Neuen Demokratischen Partei.

## Leben
1973 wanderte er von den Vereinigten Staaten nach Kanada aus. An der University of British Columbia studierte er Politikwissenschaften.  Seit den 1990er unterrichtet er am Camosun College in Greater Victoria Kriminologie und Politikwissenschaften.
Garrison ist seit 2011 Abgeordneter im Kanadischen Unterhaus. Garrison wohnt mit seinem Ehepartner Teddy Pardede in Esquimalt, British Columbia.